# The Longshot
The Longshot — американський рок гурт, заснований в Окленді, штат Каліфорнія, у 2018 році фронтменом гурту Green Day, Біллі Джо Армстронгом.

## Історія
Гурт The Longshot був створений у квітні 2018 року Біллі Джо Армстронгом після завершення світового туру гурту Green Day, Revolution Radio World Tour. До Армстронга приєднався гастролюючий гітарист гурту Green Day, Джефф Матіка, який став бас-гітаристом гурту. Іншими учасниками гурту The Longshot стали барабанщик Девід С. Філд і ритм-гітарист Кевін Престон, які є учасниками гурту Prima Donna. Престон також грав на гітарі в іншому сайд-проекті гурту Green Day, гурті Foxboro Hot Tubs.
Гурт The Longshot тихо випустив однойменний дебютний мініальбом на потокових сервісах 12 квітня 2018 року, після чого було анонсовано дебютний студійний альбом, Love Is for Losers, який вийшов наступного тижня. Щоб підтримати альбом, того ж літа гурт вирушив у північноамериканський тур.
Після створення гурту The Longshot, багато шанувальників гурту Green Day почали запитувати, чи не розпався гурт Green Day. Армстронг спростовував ці чутки, а також засуджував усіх, хто припускав, що гурт Green Day розпався, сказавши їм «заткніться, на#рін».
У 2018 році гурт також випустив три додаткові мінільбоми: Return to Sender, Razor Baby, Bullets. 
Армстронг також використав гурт The Longshot для випуску трьох пісень, які він написав для фільму «Ordinary World», у якому він також знімається. 
Пісня «Devil's Kind» була випущена як окремий сингл, тоді як пісня «Body Bag» була випущена на альбомі Love Is for Losers, а пісня «Fever Blister» була випущена на мініальбомі Razor Baby.

## Учасники гурту
- Біллі Джо Армстронг (Billie Joe Armstrong) — головний вокал, головна гітара, виробництво (2018–теперішній час)
- Джефф Матіка (Jeff Matika) — бас (2018–теперішній час)
- Кевін Престон (Kevin Preston) — ритм-гітара (2018–теперішній час)
- Девід С. Філд (David S. Field) — ударні, виробництво (2018–теперішній час)

## Дискографія
Студійні альбоми
- Love Is for Losers (2018)

Мініальбоми
- The Longshot EP (2018)
- Return to Sender (2018)
- Razor Baby (2018)
- Bullets (2018)

Сингли
- "Devil's Kind" (2018)